# Hugo Egmont Hørring
Hugo Egmont Hørring, född 17 augusti 1842, död 13 februari 1909, var en dansk politiker (statsminister).
Han tog magisterexamen i juridik 1868 och arbetade sedan 1874 vid Danmarks inrikesdepartement. Där blev han 1882 direktör för den grönländska handeln, 1889 blev han departementschef och 1894 inrikesminister.
Hørring behöll posten som inrikesminister fram till 1897 då han blev konseljpresident (statsminister) och finansminister. Från 1899 var han även justitieminister. Han blev tvingad att avgå 1900 efter att han under 1898 godkänt militära utgifter utan att ha folketingets stöd. 1906 blev han direktör för Statens hypoteksbank.